# کوزوو ایرلاینز
کوزوو ایرلاینز (به انگلیسی: Kosova Airlines) یک شرکت هواپیمایی است که در تاریخ ۲۰۰۳ میلادی تأسیس شده است. دفتر مرکزی کوزوو ایرلاینز در پریشتینا، جمهوری کوزوو واقع شده‌است و قطب این شرکت هواپیمایی در فرودگاه بین‌المللی پریشتینا قرار دارد و به ۱۱ مقصد، پرواز مستقیم انجام می‌دهد.